# Valdemar Bandolowski
Valdemar Bandolowski, född den 17 februari 1946 i Esbønderup, är en dansk seglare.
Han tog OS-guld i soling i samband med de olympiska seglingstävlingarna 1980 i Moskva.